# Age of Empires: The Age of Kings
Age of Empires: Age of Kings ist ein rundenbasiertes Strategiespiel, das von Backbone Entertainment entwickelt und 2006 von Majesco Entertainment für Nintendo DS veröffentlicht wurde. Der Titel lässt den Spieler eine von fünf historischen Zivilisationen zu befehligen: Briten, Franken, Mongolen, Sarazenen und Japaner. Es bietet einen Einzelspieler-Kampagnen- und Szenario-Modus sowie einen drahtlosen Mehrspieler- und einen Hotseat-Modus.
Age of Empires: The Age of Kings erzielte bei GameRankings eine Punktzahl von 79,81 % (basierend auf 44 Bewertungen) und bei Metacritic eine Punktzahl von 80/100 (basierend auf 38 Bewertungen der Spielepresse).